# Netherby (Kumbria)
Netherby – osada w Anglii, w Kumbrii. W 1870-72 osada liczyła 395 mieszkańców.